# Hugo Enser

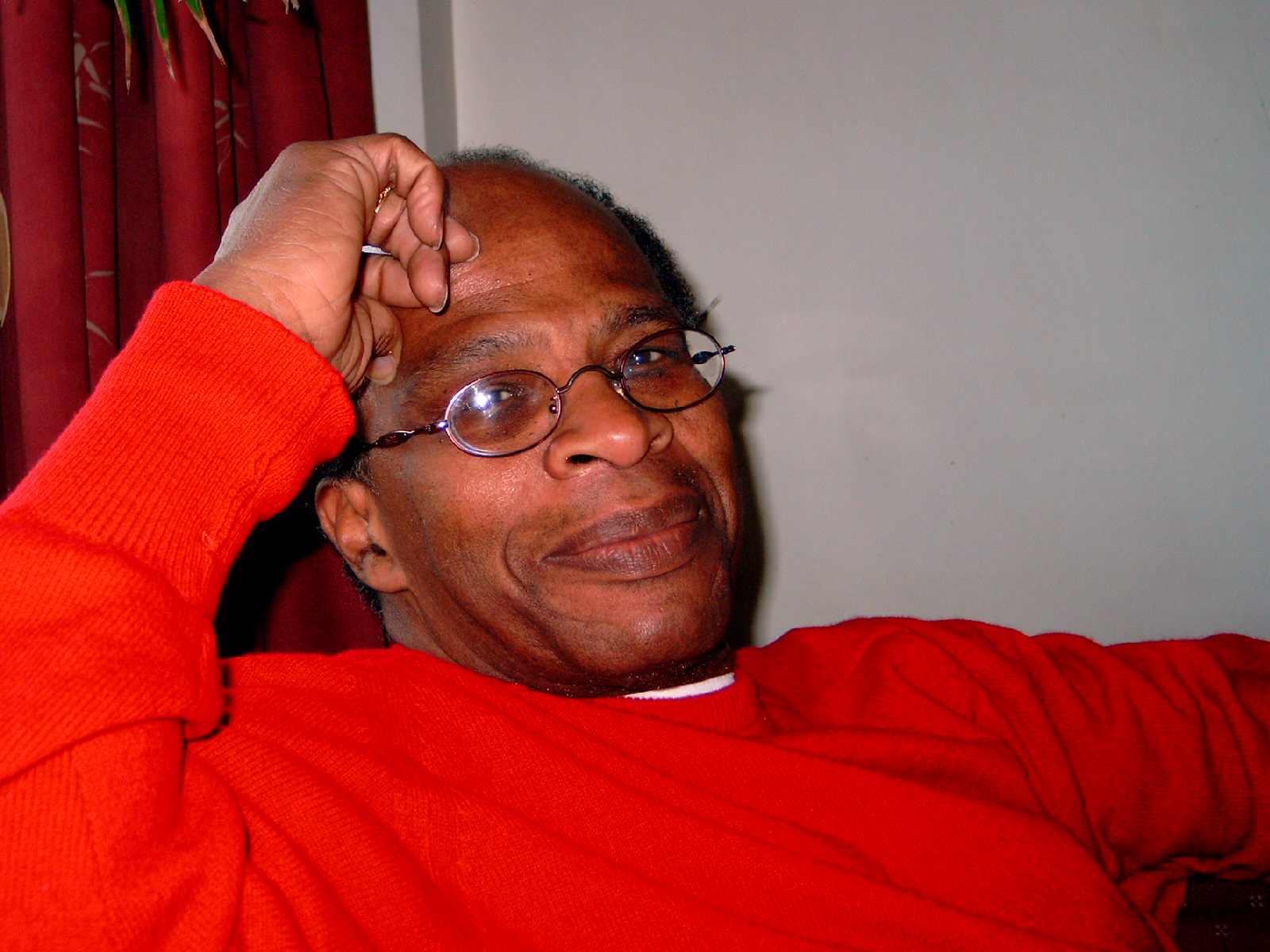
Hugo Enser

Hugo Alwin Enser (Paramaribo, 4 december 1932 – Barendrecht, 24 juni 2014) is een Surinaams-Nederlands geschiedkundige.
Tal van studies vermelden zijn naam als medewerker. Samen met Michiel van Kempen maakte hij in 2001 in het tijdschrift voor Surinamistiek, Oso, een overzicht van de sinds de 18de eeuw verschenen Surinaamse kranten en hun vindplaatsen.
Met G.C. Zijlmans publiceerde hij De Chinezen in Suriname; Een geschiedenis van immigratie en aanpassing 1853-2000; met een bibliografie en een tijdtafel 1800-2000 (2002). Het boek is de grootste bron van informatie op het gebied van de Surinaamse Chinezen. Het besteedt aandacht aan emigratie, rechtspositie, demografie, bedrijfsleven, inkomenspositie, verenigingen, media, politieke participatie, religieus en kerkelijk leven, isolement en integratie, het culturele leven en de migratie naar Nederland.
Van Enser en Henk Waltmans, oud-PPR-politicus en oud-lid van de Tweede Kamer, verscheen in 2005 Suriname 2005; kroniek van de verkiezingen, een feitelijke reconstructie van de verkiezingen voor  De Nationale Assemblée en de vorming van het derde kabinet-Venetiaan.